# Ilha Wake
A Ilha Wake (em inglês:  Wake Island, pronunciado em inglês: [ˈweɪk ˈaɪlənd]), também conhecida como Atol Wake (em inglês: Wake Atoll) é um atol com uma costa de 19,3 km, com uma área de 7 km², no norte do oceano Pacífico, aproximadamente a dois terços da distância do Havaí às ilhas Marianas do Norte. A ilha é administrada pelos Estados Unidos, que possuem uma base militar de apoio aos voos que sobrevoam o Pacífico. Os únicos habitantes são precisamente os militares que ocupam esta base. O número destes militares gira em torno de 180.
Esta ilha é formada por diversas ilhotas de coral, situadas sobre um antigo vulcão. O seu clima é tropical.
Durante a Segunda Guerra Mundial houve um importante combate da Guerra do Pacífico pelo controle daquela ilha entre Império do Japão e Estados Unidos. Na época, o Japão Imperial pretendia tomar o controle total do oceano Pacífico, por isso fez um ataque a esta ilha. Muitos militares americanos residentes morreram.

## Reivindicação territorial das Ilhas Marshall
Existe uma reivindicação territorial sobre a ilha Wake, feita pelas Ilhas Marshall. Um grupo separatista designado EnenKio também a reivindica. Porém, o atol foi formalmente anexado pelos Estados Unidos no final do século XIX, e é administrado pelo Departamento do Interior dos Estados Unidos.

Bandeira oficiosa da Ilha Wake.[carece de fontes?]
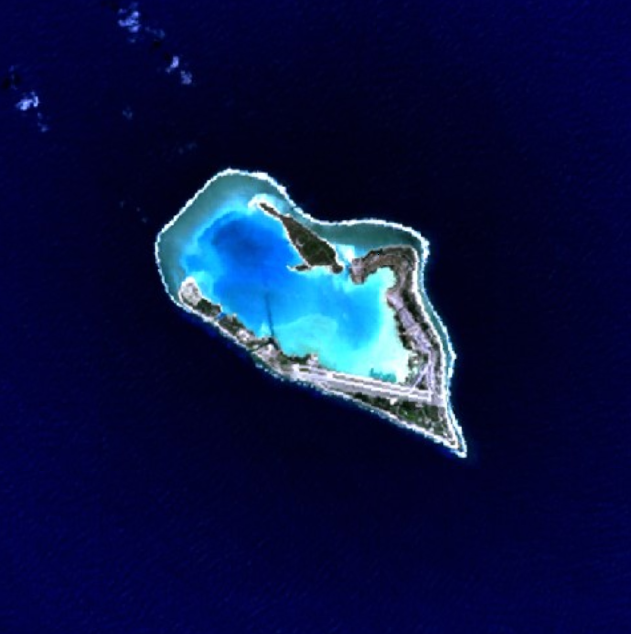
Imagem de satélite da Ilha Wake